# Varcheshmeh
Varcheshmeh (persiska: ورچشمه) är en ort i Iran.   Den ligger i provinsen Golestan, i den norra delen av landet, 400 km öster om huvudstaden Teheran. Varcheshmeh ligger 1 192 meter över havet och antalet invånare är 216.
Terrängen runt Varcheshmeh är kuperad åt sydväst, men åt nordost är den bergig. Terrängen runt Varcheshmeh sluttar norrut. Runt Varcheshmeh är det ganska glesbefolkat, med 48 invånare per kvadratkilometer. Närmaste större samhälle är Darjan, 12,4 km nordost om Varcheshmeh. Trakten runt Varcheshmeh består till största delen av jordbruksmark.